# 4473 Sears
4473 Sears eller 1981 DE2 är en asteroid i huvudbältet som upptäcktes den 28 februari 1981 av den amerikanska astronomen Schelte J. Bus vid Siding Spring-observatoriet. Den är uppkallad efter Derek W. G. Sears.
Asteroiden har en diameter på ungefär 13 kilometer och den tillhör asteroidgruppen Eos.